# جنگاوری نوین ۲: شبح
جنگاوری نوین ۲: شبح (به انگلیسی: Modern Warfare 2: Ghost)، یک سری کتاب کمیک شش قسمتی است که بر اساس بازی رایانه‌ای ندای وظیفه: جنگاوری نوین ۲ نوشته شده‌است. قسمت اول آن در ۱۱ نوامبر ۲۰۰۹ و قسمت دوم در دسامبر همان سال منتشر شده‌است.